# Nazionale femminile di pallacanestro della Bielorussia
La nazionale di pallacanestro femminile della Bielorussia, selezione delle migliori giocatrici di pallacanestro di nazionalità bielorussa, rappresenta la Bielorussia nelle competizioni internazionali femminili di pallacanestro organizzate dalla FIBA, ed è gestita dalla Federazione cestistica della Bielorussia.

## Storia

### Nazionale Unione Sovietica (1946-1991)
Nel periodo compreso tra il 1946 ed il 1991, ha fatto parte dell'Unione Sovietica.

### Squadra Unificata (1992)
Nel 1992 è stata inclusa nella CSI, sotto le cui insegne ha partecipato alla Olimpiade di Barcellona.

### Nazionale bielorussa (dal 1992)
La nazionale bielorussa partecipa alle competizioni FIBA dal 1992, dopo che il paese è diventato indipendente dall'Unione Sovietica.
A seguito dell'invasione russa dell'Ucraina del 2022, la FIBA ha bannato atleti e arbitri da tutte le competizioni sotto la propria egida.

## Piazzamenti
Olimpiadi
- 2008 - 6°
- 2016 - 9°

Mondiali
- 2010 - 4°
- 2014 - 10°

Europei
- 2007 -  3°
- 2009 - 4°
- 2011 - 9°
- 2013 - 5°
- 2015 - 4°
- 2017 - 15°
- 2019 - 15°
- 2021 - 4°

## Formazioni

### Olimpiadi
Pallacanestro ai Giochi della XXIX Olimpiade - Torneo femminile4 Padabed, 5 Masilënene, 6 Snycina, 7 Hasper, 8 Lichtarovič, 9 Anufryenka, 10 Verameenka, 11 Leŭčanka, 12 Marčanka, 13 Troina, 14 Trafimava, 15 Krės,        All. Anatol' Bujal'ski
Pallacanestro ai Giochi della XXXI Olimpiade - Torneo femminile4 Papova, 5 Tarasava, 6 Snycina, 8 Lichtarovič, 9 Zjuz'kova, 10 Verameenka, 11 Leŭčanka, 12 Harding, 13 Troina, 14 Trafimava, 18 Filončyk, 41 Durėjka,        All. Anatol' Bujal'ski

### Mondiali
Campionato mondiale femminile di pallacanestro 20104 Val'ko, 5 Tarasava, 6 Lichtarovič, 7 Durėjka, 8 Hasper, 9 Anufryenka, 10 Verameenka, 11 Leŭčanka, 12 Marčanka, 13 Troina, 14 Trafimava, 15 Krės,        All. Anatol' Bujal'ski
Campionato mondiale femminile di pallacanestro 20144 Drodz, 5 Tarasava, 6 Snycina, 7 Zjuz'kova, 8 Lichtarovič, 9 Anufryenka, 10 Papova, 11 Leŭčanka, 12 Vojšal', 13 Troina, 14 Trafimava, 15 Vaškevič,        All. Rimantas Grigas

### Europei
Campionato europeo femminile di pallacanestro 20074 Padabed, 5 Drozd, 6 Snycina, 7 Hasper, 8 Vol'naja, 9 Anufryenka, 10 Verameenka, 11 Leŭčanka, 12 Marčanka, 13 Troina, 14 Trafimava, 15 Krės,        All. Anatol' Bujal'ski
Campionato europeo femminile di pallacanestro 20094 Padabed, 5 Tarasava, 6 Snycina, 7 Durėjka, 8 Vol'naja, 9 Anufryenka, 10 Verameenka, 11 Leŭčanka, 12 Marčanka, 13 Troina, 14 Trafimava, 15 Krės,        All. Anatol' Bujal'ski
Campionato europeo femminile di pallacanestro 20114 Val'ko, 5 Tarasava, 6 Snycina, 7 Durėjka, 8 Lichtarovič, 9 Anufryenka, 10 Verameenka, 11 Leŭčanka, 12 Marčanka, 13 Troina, 14 Trafimava, 15 Krės,        All. Anatol' Bujal'ski
Campionato europeo femminile di pallacanestro 20134 Isceljacova, 5 Tarasava, 6 Snycina, 7 Muraŭskaja, 8 Lichtarovič, 9 Anufryenka, 10 Verameenka, 11 Leŭčanka, 12 Haradzeckaja, 13 Papova, 14 Trafimava, 15 Krės,        All. Rimantas Grigas
Campionato europeo femminile di pallacanestro 20154 Papova, 5 Val'ko, 6 Snycina, 7 Durėjka, 8 Lichtarovič, 9 Zjuz'kova, 10 Verameenka, 11 Leŭčanka, 12 Harding, 13 Troina, 14 Trafimava, 15 Ivaščanka,        All. Rimantas Grigas
Campionato europeo femminile di pallacanestro 20176 Snycina, 7 Rycikava, 8 Lichtarovič, 9 Zjuz'kova, 13 Papova, 14 Filončyk, 15 Krės, 19 Holubeva, 20 Bentley, 21 Hasper, 23 Inkina, 25 Ivaščanka,        All. Natallja Trafimava
Campionato europeo femminile di pallacanestro 20195 Tarasava, 6 Snycina, 7 Rycikava, 8 Lichtarovič, 9 Zjuz'kova, 10 Verameenka, 12 Mas'ko, 13 Papova, 18 Bryč, 20 Bentley, 21 Hasper, 23 Inkina,        All. Natallja Trafimava
Campionato europeo femminile di pallacanestro 20214 Karasevič, 5 Tarasava, 7 Rycikava, 8 Lichtarovič, 9 Zjuz'kova, 10 Verameenka, 13 Papova, 17 Vasilevič, 18 Bryč, 20 Bentley, 21 Hasper, 23 Inkina,        All. Natallja Trafimava

## Nazionali giovanili
- Selezioni giovanili della nazionale femminile di pallacanestro della Bielorussia